# Margetshöchheim
Margetshöchheim település Németországban, azon belül Bajorországban. Lakosainak száma 3159 fő (2023. december 31.). Margetshöchheim Leinach, Erlabrunn, Thüngersheim, Veitshöchheim és Zell am Main községekkel határos.

## Népesség
A település népessége az elmúlt években az alábbi módon változott:
| Lakosok száma | 950  | 1664 | 2671 | 2768 | 3113 | 3123 | 3099 | 3138 | 3167 | 3159 |
|               | 1875 | 1950 | 1975 | 1987 | 2012 | 2014 | 2016 | 2017 | 2021 | 2023 |